# Religionswissenschaftliche Bibliothek
Die Religionswissenschaftliche Bibliothek ist eine religionswissenschaftliche Buchreihe, die von 1910 bis 1927 im Verlag Carl Winter in Heidelberg erschien und an der verschiedene Fachgelehrte mitgearbeitet haben. Initiator und erster Herausgeber der Reihe war der Indogermanist Wilhelm Streitberg. Als erste Nummer erschienen die Vorlesungen über den Islam von Ignaz Goldziher. Einige Bände erschienen später im Nachdruck.

## Bände
- 1 Ignaz Goldziher: Vorlesungen über den Islam (1910) (Digitalisat). - Zweite, umgearbeitete Auflage von Franz Babinger mit einem Bild des Verfassers und einem Geleitwort von Carl Heinrich Becker. 1925 (urn:nbn:de:kobv:517-vlib-7077).
- 2 Heinrich Günter: Die christliche Legende des Abendlandes (1910)
- 3 Günther  Schulemann: Die Geschichte der Dalailamas. (1911)
- 4 Edgar  Reuterskiöld: Die Entstehung der Speisesakramente. (1912)
- 5 Karl Helm: Altgermanische Religionsgeschichte.
  - 1. Band: Die vorgeschichtliche Zeit – Vorrömische und Römische Zeit, 1913.
  - 2. Band, Teil 1: Die nachrömische Zeit: Teil 1: Die Ostgermanen, 1937. (Teil 2. Die Westgermanen. In: Germanische Bibliothek. 5. Reihe: Handbücher und Gesamtdarstellungen zur Literatur- und Kulturgeschichte, 1953. Teil 3. Die Nordgermannen nicht mehr realisiert.)
- 6 Johannes  Geffcken: Der Ausgang des Griechisch-Römischen Heldentums (1929; unveränderter Nachdruck Darmstadt, Wissenschaftliche Buchgesellschaft 1963).
- 7 August Freiherr von  Gall: Basileia toi theoi. Eine religionsgeschichtliche Studie zur vorkirchlichen Eschatologie. (1926)
- 8 Friedrich Schwenn: Gebet und Opfer. Studien zum griechischen Kultus (1927)